# Ostrinia nubilialis
Ostrinia nubilialis ili kukuruzni plamenac je insekt iz porodice Crambidae. 

## Opis
Odrasli evropski kukuruzni plamenac je dug oko 25 milimetara sa rasponom krila od 26-30 milimetara. Ženka je svetlo žućkastosmedja sa tamnim, nepravilnim, talasastim prugama preko krila. Mužjak je nešto manji i tamniji. Gusenice Ostrinia nubilialis nanose štetu kukuruzu (Zea mays) žvaćući tunele kroz mnoge delove biljke, što dovodi do smanjenja poljoprivrednog prinosa. 

## Poreklo
Evropski kukuruzni plamenac je poreklom iz Evrope i introduciran je u Severnu Ameriku početkom 20. veka. Ovaj moljac ugrožava useve kukuruza u Francuskoj, Španiji, Italiji i Poljskoj. U Severnoj Americi, kukuruzni plamenac se nalazi u istočnoj Kanadi i svakoj američkoj državi istočno od Stenovitih planina.

## Životni ciklus
Evropski kukuruzni moljac prolazi kroz četiri faze razvoja - jaje, larva, lutka i odrasla jedinka. Insekt se naziva 'plamenac' u larvalnoj fazi i 'moljac' u odrasloj fazi. Odrasli moljci polažu svoja jaja na biljke kukuruza. Larve se izležu iz jaja. Larve imaju pet podfaza razvoja, koje prate period hibernacije u lutki. Tokom stadijuma lutke, plamenac prolazi kroz metamorfozu. Nakon ovog intenzivnog perioda razvoja, iz lutke izlazi odrasli moljac. Dužina stadijuma lutke određena je ekološkim faktorima kao što su temperatura, broj sati svetlosti i ishrana larvi, pored genetike.
Populacije evropskih kukuruznih plamenaca prolaze kroz stadijum lutke dva puta, prvi put u aprilu, maju i junu, a zatim ponovo u julu i avgustu. Tokom zime, ovaj moljac ostaje u svom larvalnom stadijumu. Temperature iznad 10 °C izazivaju druge razvojne stadijume. Kukuruz u Severnoj Americi raste tokom ovih toplijih meseci i obezbeđuje izvor hrane za moljce.

### Adult
Ženka je svetložuta smeđa sa tamnim, nepravilnim, talasastim trakama preko krila. Mužjak je malo manji i tamniji. Vrh njegovog stomaka izbacuje se iznad zatvorenih krila. Najaktivniji su pre svitanja. Odrasli provode većinu svog vremena hraneći se i pareći se. Mužjaci i ženke različitih sojeva otkriveni su da proizvode različite seksualne feromone.

### Larva
Potpuno razvijena larva je duga između 1,9–2,5 cm. Larve variraju u boji od svetlosmeđe do ružičasto-sive i imaju upečatljive male, okrugle, smeđe mrlje na svakoj segmentu duž tela. Kako rastu, dostižu između 2 i 20 mm. Larve se hrane na kukuruznoj kruni i kopaju u stablu i klipu. Imaju visoku smrtnost odmah nakon izbijanja, ali čim se uspostavi mesto ishrane, imaju bolje stope preživljavanja. Ukupni razvoj traje u proseku 50 dana.

### Diapauza
Diapauza, takođe poznata kao hibernacija, izazvana je u evropskim kukuruznim červima promenama temperature i dužinom dnevnog svetla. Na višim temperaturama, kraći fotoperiodi su dovoljni da izazovu diapauzu. Pri 13,5 sati svetlosti praćenih sa 10,5 sati tame, 100% larvi evropskog kukuruznog červa ušlo je u diapauzu bez obzira na temperaturu, koja se kretala od 18 do 29 °C. Na visokim temperaturama i dugim fotoperiodima, manje larvi ulazi u diapauzu.

### Jaja
Ženske moljci kukuruznog crva polažu grupe jaja na listove kukuruza, obično na donjoj strani. Jaja, ili grupice, se polažu u preklapajućoj konfiguraciji i su bledo žute boje. Dok se larve razvijaju unutar svojih jaja, jaja postaju sve više prozirna i crne glave nezrelih gusenica postaju vidljive. Gusenice izlaze tako što žvaću put kroz jaja.Ženski moljac može da položi dve grupice jaja po noći tokom 10 noći. Broj jaja po grupici se svakog dana smanjuje. Ženka polaže bela jaja koja postaju svetlo žuta, a zatim konačno prozirna pre nego što se izvale. Jaja se izvale u roku od tri do sedam dana nakon polaganja.

## Ishrana
Evropski kukuruzni moljac živi i hrani se prvenstveno na poljskom kukuruzu, ali takođe jede i slatki kukuruz, kokice i semenski kukuruz. Prva generacija kukuruznih moljaca koja se razvija tokom kasnog proleća hrani se na listovima i stabljikama kukuruznih biljaka. Pored toga, druga generacija se hrani na klipu kukuruza, omotaču lista i stabljici klipa. Ako se proizvede treća generacija, ona će se hraniti na klipu, omotaču lista i stabljici klipa.Kada kukuruz nije u izobilju ili je blizu kraja sezone žetve, evropski kukuruzni moljci će infestirati pasulj, papriku, krompir i grašak. Retko, ovi moljci će živeti na drugim žitaricama, soji ili cveću.

## Mutualizam
Prisutnost evropskih kukuruznih crvima na kukuruznim usevima i šteta koju oni uzrokuju povećava verovatnoću pojave truljenja stabljike uzrokovanog patogenom Fusarium graminearum. Tunneli koje prave evropski kukuruzni plamenci olakšavaju F. graminearumu da inficira stabljike kukuruza i povećavaju količinu nekrotičnog tkiva stabljike. Prisutnost F. graminearum u kukuruzu zaraženom evropskim kukuruznim plamencima takođe ubrzava razvoj larvi.

## Klimatske promene
Sa porastom temperature povezanom sa klimatskim promenama, predviđa se da će staništa evropskog kukuruznog moljca rasti. Pored toga, očekuje se povećanje broja generacija. CLIMEX model, koji modeluje reakciju organizama na klimatske promene, predviđa da će površina obradive zemlje pogođena evropskim kukuruznim moljcem u Evropi porasti za 61% do 2050. godine. 

## Spoljašnje veze
https://www.inaturalist.org/taxa/142981-Ostrinia-nubilalisИдентификатори+таксонаВикиподаци:+Q1049481ADW:+Ostrinia_nubilalisBAMONA:+Ostrinia-nubilalisBioLib:+51002BOLD:+20158BugGuide:+44831CoL:+75D96EoL:+464566EPPO:+PYRUNUEUNIS:+306188Fauna+Europaea:+442796Fauna+Europaea+(new):+48b05f6f-cff6-4a06-af75-afc6b11e8a8dGBIF:+1886305iNaturalist:+142981ISC:+46129ITIS:+117738LepIndex:+25625LoB:+4323NatureServe:+2.119999NBN:+NHMSYS0000503527NCBI:+29057Open+Tree+of+Life:+1058331PPE:+ostrinia-nubilalisПортал:Датотека:P+biology.svg биологијаOstrinia+nubilialis+на++Википедије:Датотека:Wikidata-logo.svgПодаци+на+Википодацима